# Éparchie Notre-Dame-de-Nareg de New York des Arméniens
L'éparchie Notre-Dame-de-Nareg des Arméniens à New York est une juridiction de l'Église catholique arménienne en Amérique du Nord. Elle a été érigée canoniquement le 12 septembre 2005 par le pape Benoît XVI. Son éparque est Mgr Michael Mouradian depuis le 21 mai 2011, qui siège à la cathédrale Sainte-Anne des Arméniens de New York. Elle couvre l'ensemble des territoires habités par les Arméniens américains et les Arméniens canadiens.
Les fidèles sont au nombre de 36 000 et quatorze prêtres assurent leur ministère dans les neuf paroisses arméniennes nord-américaines.

## Histoire
L'histoire de la communauté catholique arménienne de New York remonte à la fin du XIXe siècle. En 1896, le catholicos-patriarche Stepan-Bedros X Azarian demande en effet à Mgr Mardiros Megerian d'être le pasteur arménien en milieu new yorkais.
Nommé vicaire patriarcal, Margerian a beaucoup collaboré pour faire immigrer les victimes du génocide arménien. Son successeur, Haroutyoun Maldjian, a servi les missions lors de la Grande Dépression de 1929 à 1933.
Plusieurs paroisses ont ensuite été fondées : Paterson (1909), Philadelphie (1923), Boston (1923), Los Angeles (1945), Détroit (1948), Montréal (1966), Toronto (1974), New York (1984) Little Falls (1991) et Glendale (1999).
Le  3 juillet 1981, le pape Jean-Paul II avec la bulle Divini Pastoris érige l'exarchat apostolique pour les fidèles de rite arménien en Amérique du Nord. Benoît XVI l'élève au rang d'éparchie le 12 septembre 2005 sous le nom d'« éparchie Notre-Dame-de-Nareg ».